# Australian Rugby Shield
Il Telstra Australian Rugby Shield è una competizione di rugby nata con lo scopo di favorire la crescita di nuovi talenti e favorire la crescita del rugby australiano al di fuori delle aree tradizionali  del Nuovo Galles del Sud e del Queensland, tramite un calendario regolare di incontri ad un livello non possibile nei singoli stati o territori.
Si svolge secondo le regole utilizzate nel Super 14.

## Storia
Il torneo venne disputato per la prima volta nel 2000,  articolato in un girone all'italiana in 5 settimane. 
A partire dal 2006 la competizione è stata allargata ad 8 squadre, con l'ingresso di ACT & Southern NSW e Tasmania. Le squadre sono state divise in due gironi di 4 con semifinali incrociate.
Dalla competizione sono esclusi giocatori sotto contratto con i team di Super 14.

## Squadre Partecipanti dal 2006

### Pool 1
- ACT & Southern NSW Vikings
- Darwin Mosquitoes
- New South Wales Country Cockatoos
- Queensland Country Heelers

### Pool 2
- Adelaide Black Falcons
- Melbourne Axemen
- Perth Gold
- Tasmania Jack Jumpers

## Albo d'oro
- 2000 Queensland Country Heelers
- 2001 New South Wales Country Cockatoos
- 2002 New South Wales Country Cockatoos
- 2003 Perth Gold
- 2004 New South Wales Country Cockatoos
- 2005 Perth Gold
- 2006 ACT & Southern NSW Vikings